# Limax cephalonicus
Limax cephalonicus (bei Fechter & Falkner, 1990 Limax carbonarius, dort auch Rabenschnegel genannt), ist eine Nacktschnecken-Art aus der Familie der  Schnegel (Limacidae), die zu den Landlungenschnecken (Stylommatophora) gehört.

## Merkmale
Limax cephalonicus wird ausgestreckt und erwachsen etwa 8 bis 9 cm lang (bis 12,5 cm). Der Körper ist gedrungen mit einem sehr kurzen, wenig prominenten Kiel (weniger als ein Siebtel der Körperlänge) und einem breiten zugespitzten Schwanzende. Der Mantel nimmt etwa ⅓ der Gesamtkörperlänge ein. Die meisten Tiere sind schwärzlichgrau, schwärzlichbraun bis glänzend tiefschwarz gefärbt. Gelegentlich kommen auch Exemplare mit etwas helleren Seitenpartien vor, oder Exemplare mit einem etwas helleren Streifen auf der Mitte des Rückens und des Kiels. Viele Tiere haben dunklere und hellere Flecken, die ein netzförmiges Muster bilden. Hier ist die Mitte des Mantels tiefschwarz, nur der Rand zeigt diese Flecken. Bei diesen Exemplaren ist der Kiel immer etwas heller. Die Skulptur der Haut ist wenig ausgeprägt. Zwischen Mittellinie und Atemloch (Pneumostom) sind 22 bis 25 Runzeln entwickelt. Die Fußsohle ist einheitlich cremefarben, die Ränder der Sohle sind angedunkelt. Bei noch nicht erwachsenen Tiere ist die Fußsohle ockerfarben. Der Schleim ist meist farblos, kann aber auch orangerot sein.
Im Genitalapparat erreicht der Penis weniger als die Hälfte der Körperlänge. Er ist leicht verdreht, zylindrisch und bei jungen Exemplaren mit einem Flagellum versehen. Der Retraktormuskel setzt ungefähr in der Mitte bis zwei Drittel der Gesamtlänge von der Basis betrachtet an. Der Samenleiter mündet noch vor dem Ansatz des Retraktors in den Penis. Der Apex bildet ein blindes Ende (vom Ansatz des Retraktors aus gesehen) und ist bei erwachsenen Exemplaren in Form eines gekrümmten Konus ausgezogen. In juvenilen Exemplaren ist das Ende kürzer und gerundet. Im Penis ist eine an der Innenwand ansetzende Gewebefalte, die etwa auf Höhe des Retraktors beginnt und etwa die halbe Länge des Penis erreicht.

### Ähnliche Arten
Die Arten sind äußerlich nicht sicher zu unterscheiden. Limax cephalonicus unterscheidet sich von Limax conemenosi und Limax graecus durch die Penislänge, die gegenüber diesen Arten kürzer ist. In Limax conemenosi liegen zudem der Ansatz des Retraktormuskels und die Mündung des Samenleiters weiter auseinander.

## Geographische Verbreitung, Lebensraum und Lebensweise
Limax cephalonicus kommt in den Gebirgen Nord- und Mittelgriechenlands, im Süden in einzelnen Vorkommen bis zur Peloponnes, Albaniens und Mazedoniens vor. Die Tiere leben dort bis in eine Höhe von 2000 m, z. T. bis oberhalb der Baumgrenze.
Die Tiere leben in feuchten Schluchten im Gebirge, in Bergwäldern, z. T. auch in Höhlen eindringend, unter Baumstrünken und an Steinen und Mauern.

## Taxonomie
Das Taxon wurde 1886 von Heinrich Simroth beschrieben. Das Exemplar stammte von der Insel Kefalonia (Griechenland) und ist heute in der Malakologischen Sammlung des Naturkundemuseums Berlin deponiert. Der noch etwas ältere, infrasubspezifische Name Limax maximus var. carbonarius Boettger, 1885 könnte möglicherweise ein älteres Synonym von Limax cephalonicus sein. Es ist jedoch unklar, was Boettger überhaupt unter diesem Namen verstand. Die Typen sind verloren und neues Material konnte bisher trotz Suchens am Locus typicus nicht wiedergefunden werden. Die Beschreibung könnte zudem auch noch auf andere Limax-Arten zutreffen. Nach Wiktor (2001) sind Limax corcycensis Simroth, 1905, Limax beieri Wagner, 1930, Limax scupicus Wagner, 1931, Limax kühnelti Wagner, 1940 ebenfalls Synonyme dieser Art (nach). Die vielen Synonyme sind der großen Farbvariabilität dieser Art geschuldet. Allerdings sind die obigen Taxa schlecht untersucht und könnten möglicherweise doch eigenständige Arten sein.

## Belege

### Online
- AnimalBase – Limax cephalonicus